# Хитил, Моймир
Мо́ймир Хи́тил (чеш. Mojmír Chytil; род. 29 апреля 1999, Skalka) — чешский футболист, нападающий клуба «Славия Прага» и сборной Чехии. Участник чемпионата Европы 2024.

## Клубная карьера
Хитил — воспитанник клубов «Простеёв» и «Сигма». 14 декабря 2018 года в матче против «Баник Острава» Моймир дебютировал в составе последних. 23 февраля 2020 года в поединке против «Спарта Прага» он забил первый гол в чешской Фортуна-лиге. Летом 2021 года на правах аренды перешёл в «Пардубице». 8 августа в поединке против «Млада Болеслав» он дебютировал за новый клуб. 21 августа в матче против «Богемианс 1905» Моймир забил первый гол за «Пардубице».
В мае 2023 года стал игроком клуба «Славия Прага», подписав контракт до июня 2027 года. 22 июля в матче против «Градец Кралове» он дебютировал за новый клуб и отметился голом. 25 февраля 2024 года в поединке против бывшего клуба «Пардубице» оформил первый в карьере хет-трик.

## Международная карьера
16 ноября 2022 года в товарищеском матче против сборной Фарерских островов Хитил дебютировал в составе национальной сборной Чехии и отметился дебютным хет-триком.

## Статистика выступлений за сборную
| Матчи за сборную Чехии | Матчи за сборную Чехии | Матчи за сборную Чехии | Матчи за сборную Чехии | Матчи за сборную Чехии | Матчи за сборную Чехии    | Матчи за сборную Чехии |
| ---------------------- | ---------------------- | ---------------------- | ---------------------- | ---------------------- | ------------------------- | ---------------------- |
| №                      | Дата                   | Оппонент               | Счёт                   | Голы                   | Соревнование              |                        |
| 1                      | 16 ноября 2022         | Фарерские острова      | 5:0                    | 3                      | Товарищеский матч         |                        |
| 2                      | 19 ноября 2022         | Турция                 | 1:2                    | -                      | Товарищеский матч         |                        |
| 3                      | 24 марта 2023          | Польша                 | 3:1                    | -                      | Отборочный матч ЧЕ-2024   |                        |
| 4                      | 27 марта 2023          | Молдова                | 0:0                    | -                      | Отборочный матч ЧЕ-2024   |                        |
| 5                      | 17 июня 2023           | Фарерские острова      | 3:0                    | -                      | Отборочный матч ЧЕ-2024   |                        |
| 6                      | 20 июня 2023           | Черногория             | 4:1                    | 1                      | Товарищеский матч         |                        |
| 7                      | 7 сентября 2023        | Албания                | 1:1                    | -                      | Отборочный матч ЧЕ-2024   |                        |
| 8                      | 10 сентября 2023       | Венгрия                | 1:1                    | -                      | Товарищеский матч         |                        |
| 9                      | 12 октября 2023        | Албания                | 0:3                    | -                      | Отборочный матч ЧЕ-2024   |                        |
| 10                     | 17 ноября 2023         | Польша                 | 1:1                    | -                      | Отборочный матч ЧЕ-2024   |                        |
| 11                     | 20 ноября 2023         | Молдова                | 3:0                    | -                      | Отборочный матч ЧЕ-2024   |                        |
| 12                     | 22 марта 2024          | Норвегия               | 2:1                    | -                      | Товарищеский матч         |                        |
| 13                     | 7 июня 2024            | Мальта                 | 7:1                    | 2                      | Товарищеский матч         |                        |
| 14                     | 10 июня 2024           | Северная Македония     | 2:1                    | -                      | Товарищеский матч         |                        |
| 15                     | 18 июня 2024           | Португалия             | 1:2                    | -                      | ЧЕ-2024. Групповая стадия |                        |
| 16                     | 22 июня 2024           | Грузия                 | 1:1                    | -                      | ЧЕ-2024. Групповая стадия |                        |
| 17                     | 26 июня 2024           | Турция                 | 1:2                    | -                      | ЧЕ-2024. Групповая стадия |                        |
| 18                     | 19 ноября 2024         | Грузия                 | 2:1                    | -                      | Лига наций 2024/25        |                        |